# Крисчън (окръг, Мисури)
Окръг Крисчън (на английски: Christian County) е окръг в щата Мисури, Съединени американски щати. Площта му е 1461 km², а населението - 75 479 души. Административен център е град Оузарк.